# Specie italiane di Hieracium
Elenco delle (circa 250) specie italiane di  Hieracium:

## A
- Hieracium acanthodontoides  Arv.-Touv. & Belli, 1904
- Hieracium adenophyton Zahn, 1905
- Hieracium alpinum  L., 1753
- Hieracium amplexicaule L., 1753
- Hieracium amphisericophorum Zahn, 1921
- Hieracium annae-toutoniae  Zahn, 1906
- Hieracium antholzense Zahn, 1901
- Hieracium aphyllum Nägeli & Peter, 1886
- Hieracium apricorum  Wiesb. ex Dichtl, 1884
- Hieracium argothrix Nägeli & Peter, 1889
- Hieracium armerioides Arv.-Touv., 1880
- Hieracium arolae Murr, 1898
- Hieracium arpadianum Karl Hermann Zahn, 1907
- Hieracium aspromontanum Brullo, Scelsi & Spamp., 2001
- Hieracium atratum Fr., 1848
- Hieracium atrocalyx Gottschl., 2011
- Hieracium australe Fr., 1848

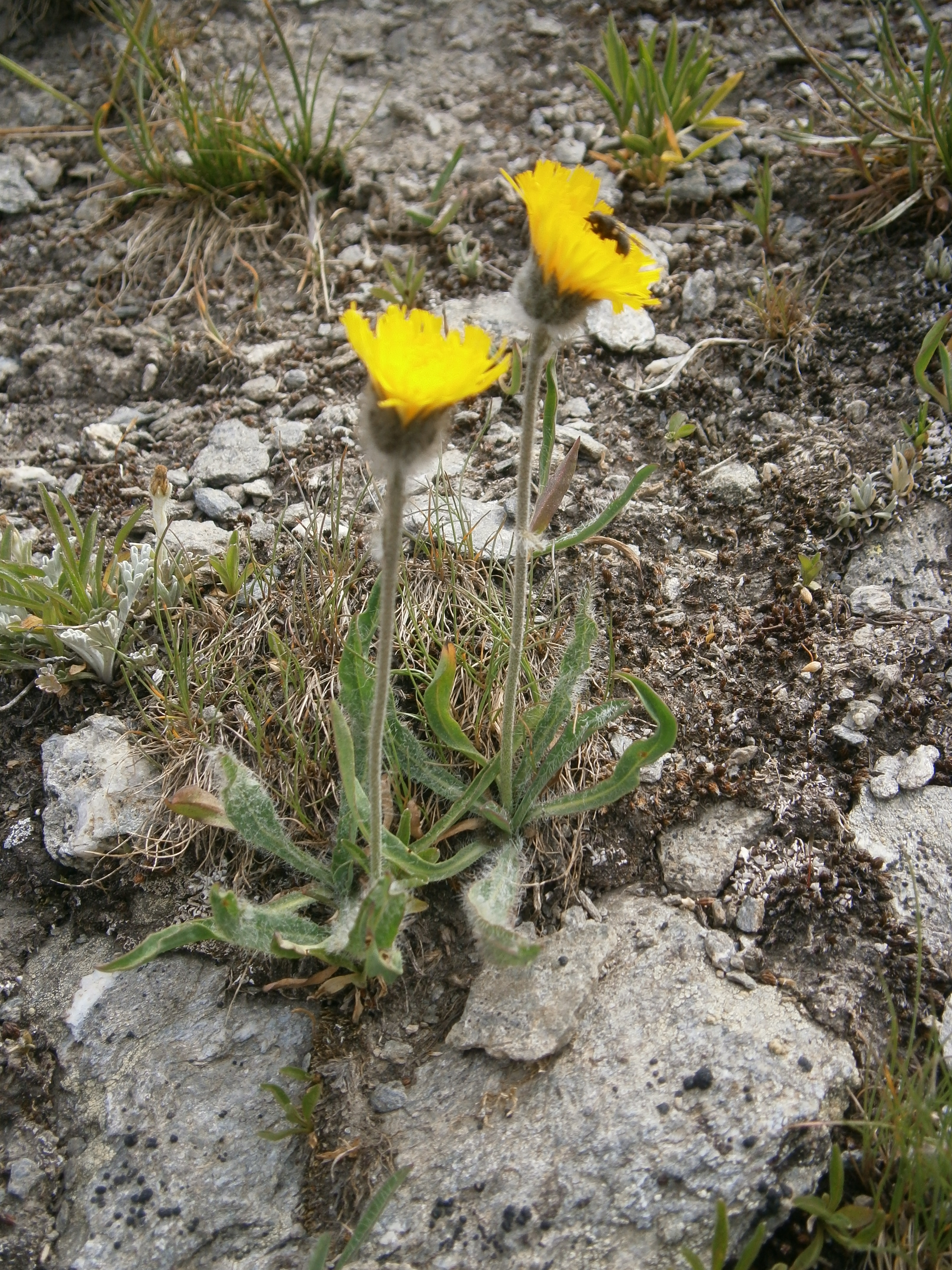
Hieracium alpinum
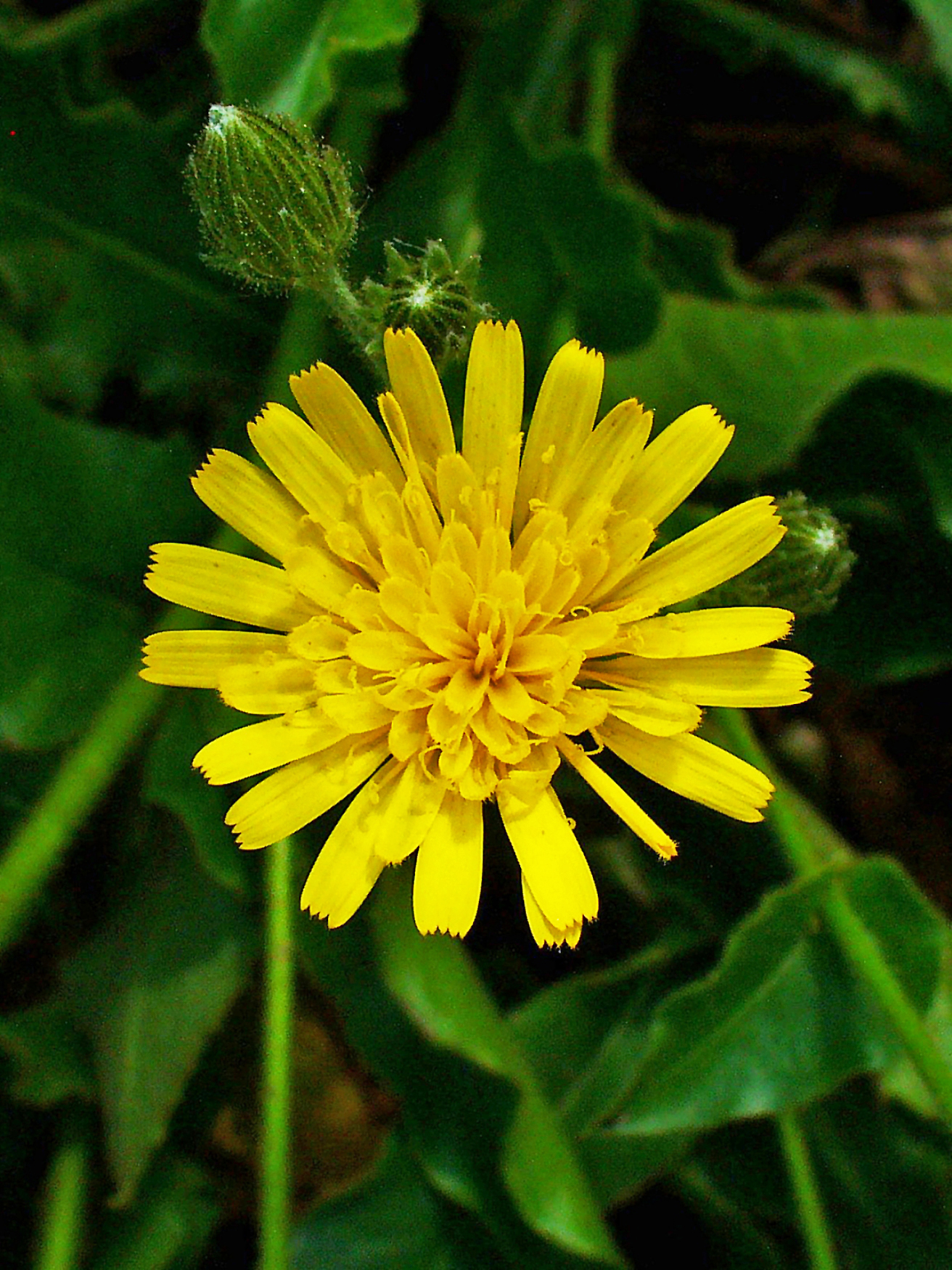
Hieracium amplexicaule

## B
- Hieracium balbisianum Arv.-Touv. & Briq., 1899
- Hieracium barrelieri Gottschl., Raimondo, Greuter & Di Grist, 2015
- Hieracium bastrerianum Zahn, 1916
- Hieracium benzianum  Murr & Zahn, 1901
- Hieracium bernardi Rouy, 1905
- Hieracium beyeri Zahn, 1921
- Hieracium bicknellianum Belli & Arv.-Touv., 1904
- Hieracium bifidum Kit. ex Hornem., 1815
- Hieracium bocconei  Griseb., 1853
- Hieracium borealiforme P.D.Sell & C.West, 1976
- Hieracium boreoapenninum Gottschl., 2009
- Hieracium bornetii Burnat & Gremli, 1883
- Hieracium brevifolium Tausch, 1828
- Hieracium brillii Gottschl., 2011
- Hieracium bugellense Gottschl., 2016
- Hieracium bupleuroides   C.C.Gmel.
- Hieracium burnatii Arv.-Touv., 1883
- Hieracium busambarense Caldarella, Gianguzzi & Gottschl., 2013

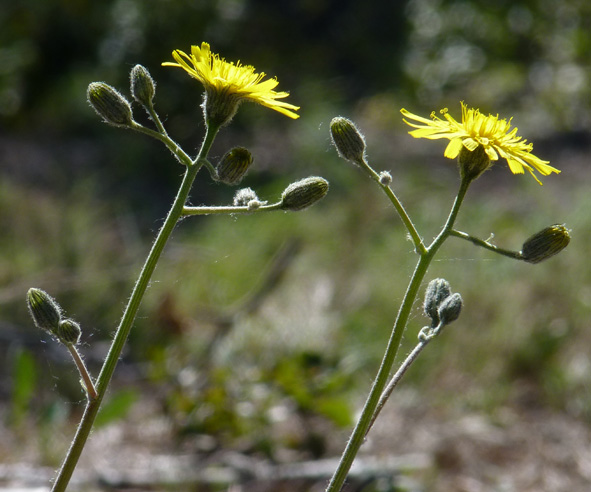
Hieracium bifidum
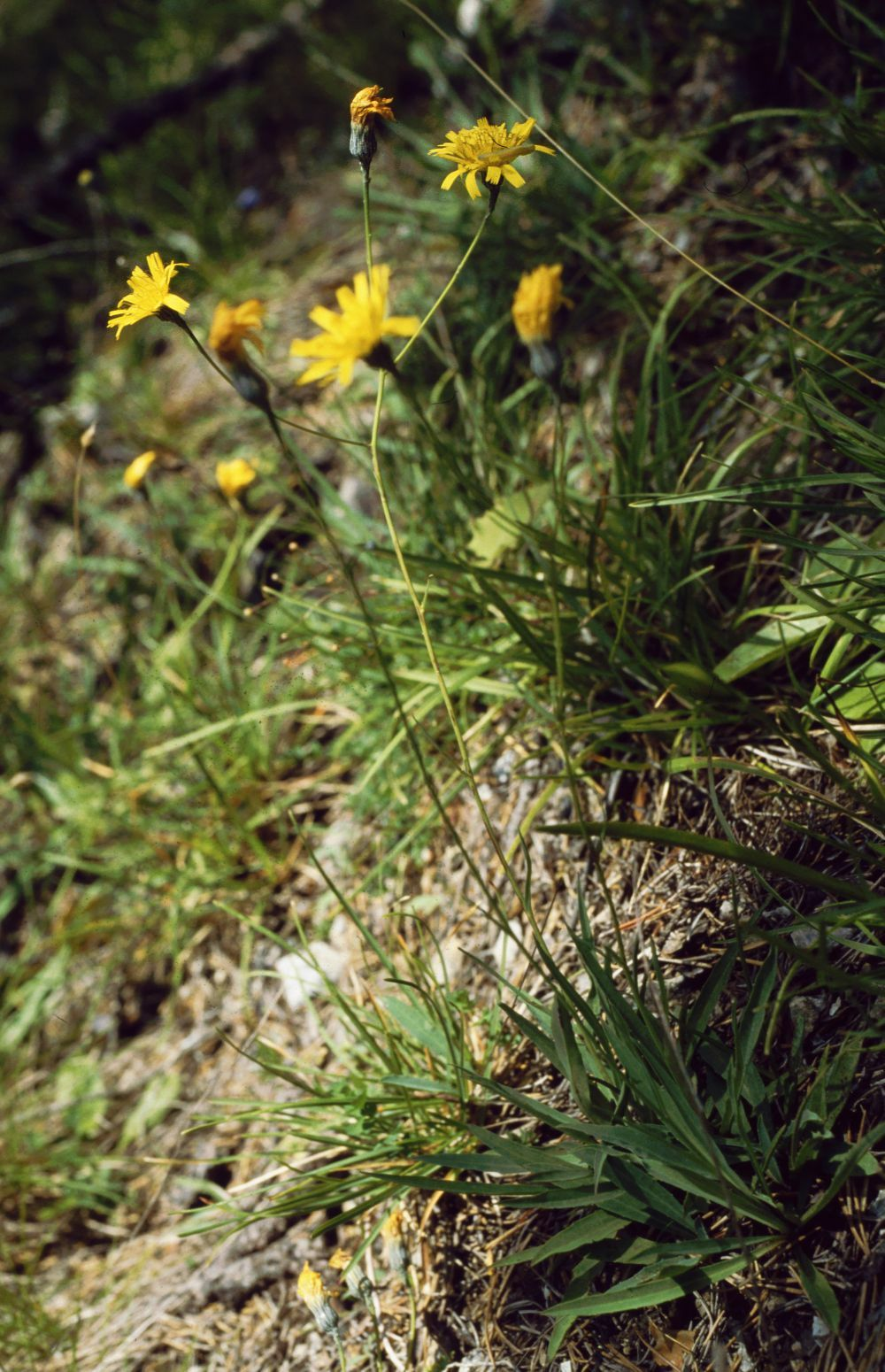
Hieracium bupleuroides

## C
- Hieracium caesioides Arv.-Touv., 1876
- Hieracium caesium (Fr.) Fr., 1848
- Hieracium calcareum   Bernh. ex Hornem.
- Hieracium calocymum Zahn, 1905
- Hieracium calothyrsum Zahn ex Murr, 1902
- Hieracium carpegnae Gottschl., 2011
- Hieracium cavallense  Gottschl., 2009
- Hieracium cavillieri Zahn, 1916
- Hieracium cephalotes Arv.-Touv., 1876
- Hieracium chiariglionei Gottschl., 2011
- Hieracium chlorelloides (Zahn) Zahn, 1916
- Hieracium chlorifolium  Arv.-Touv., 1880
- Hieracium chlorophyton Preissm. & Zahn, 1914
- Hieracium chloropsis Gren. & Godr., 1850
- Hieracium chondrillifolium  Fr., 1862
- Hieracium cirritogenes Zahn, 1916
- Hieracium cirritum Arv.-Touv., 1873
- Hieracium cirsiopsis Gottschl. & Dunkel, 2014
- Hieracium contii Gottschl., 2009
- Hieracium cophanense Lojac., 1903
- Hieracium cornuscalae Gottschl., 2009
- Hieracium coronariifolium Arv.-Touv., 1873
- Hieracium cottetii Christener, 1870
- Hieracium crocatum  Fr., 1848
- Hieracium cryptadenum Arv.-Touv., 1894
- Hieracium ctenodon  Nägeli & Peter, 1886
- Hieracium cydoniifolium Vill., 1788

## D
- Hieracium dasytrichum Arv.-Touv., 1880
- Hieracium dentatum  Hoppe, 1815
- Hieracium dermophyllum Arv.-Touv. & Briq., 1911
- Hieracium diaphanoides Lindeb, 1882
- Hieracium digeneum Burnat & Gremli, 1883
- Hieracium dolichaetum Arv.-Touv. ex Zahn, 1850
- Hieracium dollineri  Sch.Bip. ex Neilr., 1871
- Hieracium doronicifolium  Arv.-Touv., 1888
- Hieracium dragicola  (Nägeli & Peter) Zahn, 1921
- Hieracium dunkelii Gottschl., 2001
- Hieracium duronense Gottschl., 2006

## E
- Hieracium entleutneri Zahn ex Gottschl., 2017
- Hieracium erioleucum Zahn, 1916
- Hieracium erucophyllum  Prain, 1913
- Hieracium erucopsis Gottschl., 2016
- Hieracium exilicaule Gottschl., 2009

## F
- Hieracium fastuosum Zahn, 1901
- Hieracium faucisjovis  Gottschl., 2009
- Hieracium flagelliferum  Ravaud, 1877
- Hieracium froelichianum Buek, 1840
- Hieracium fulcratum  Arv.-Touv., 1894

## G
- Hieracium galeroides Gottschl., 2009
- Hieracium geilingeri  Zahn, 1908
- Hieracium glabratum  Hoppe ex Willd., 1803
- Hieracium glaucinum Jord., 1848
- Hieracium glaucopsis Gren. & Godr., 1850
- Hieracium glaucum  All., 1773
- Hieracium gombense Lagger ex Christen., 1906
- Hieracium grovesianum  Arv.-Touv. ex Belli, 1897

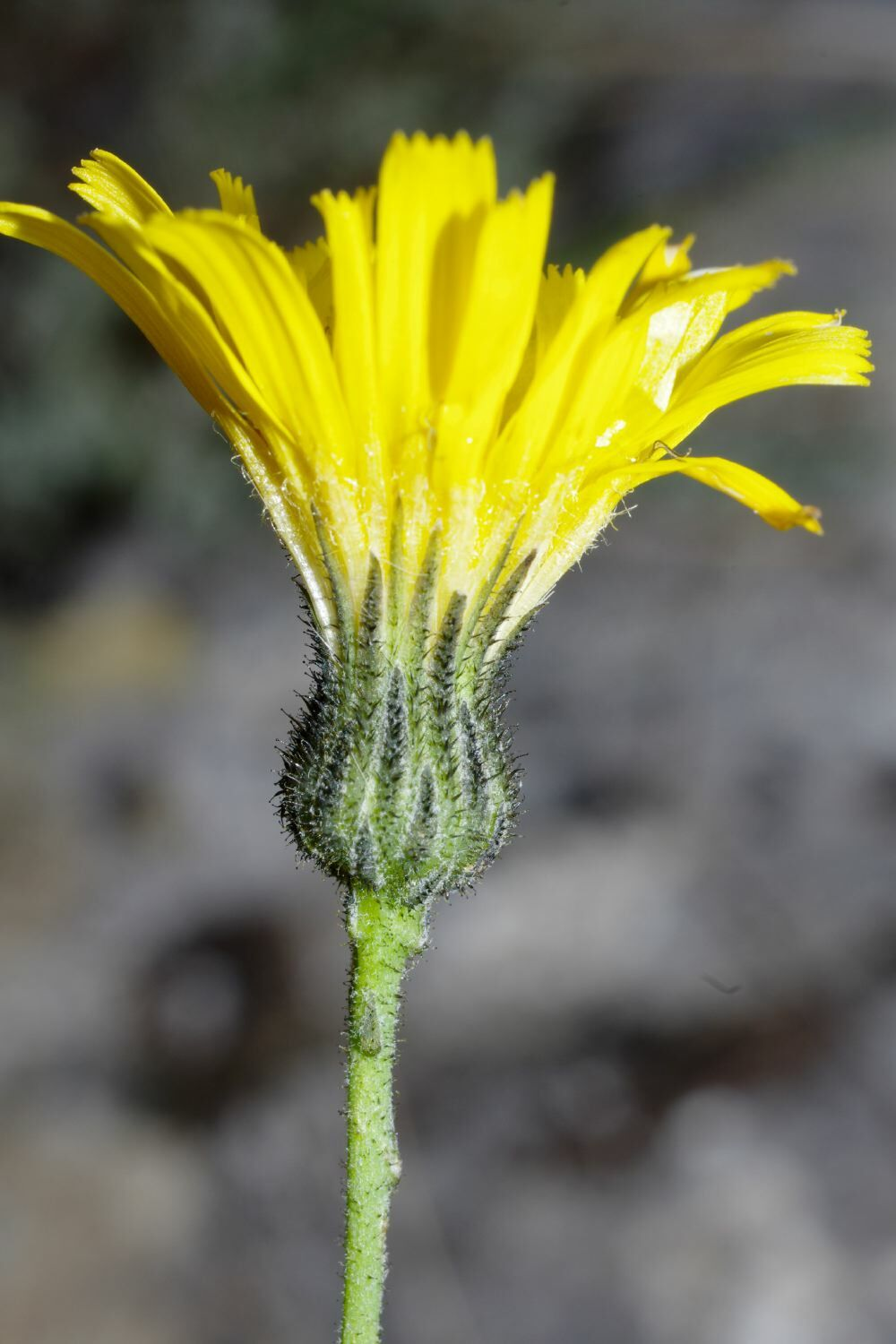
Hieracium glaucinum
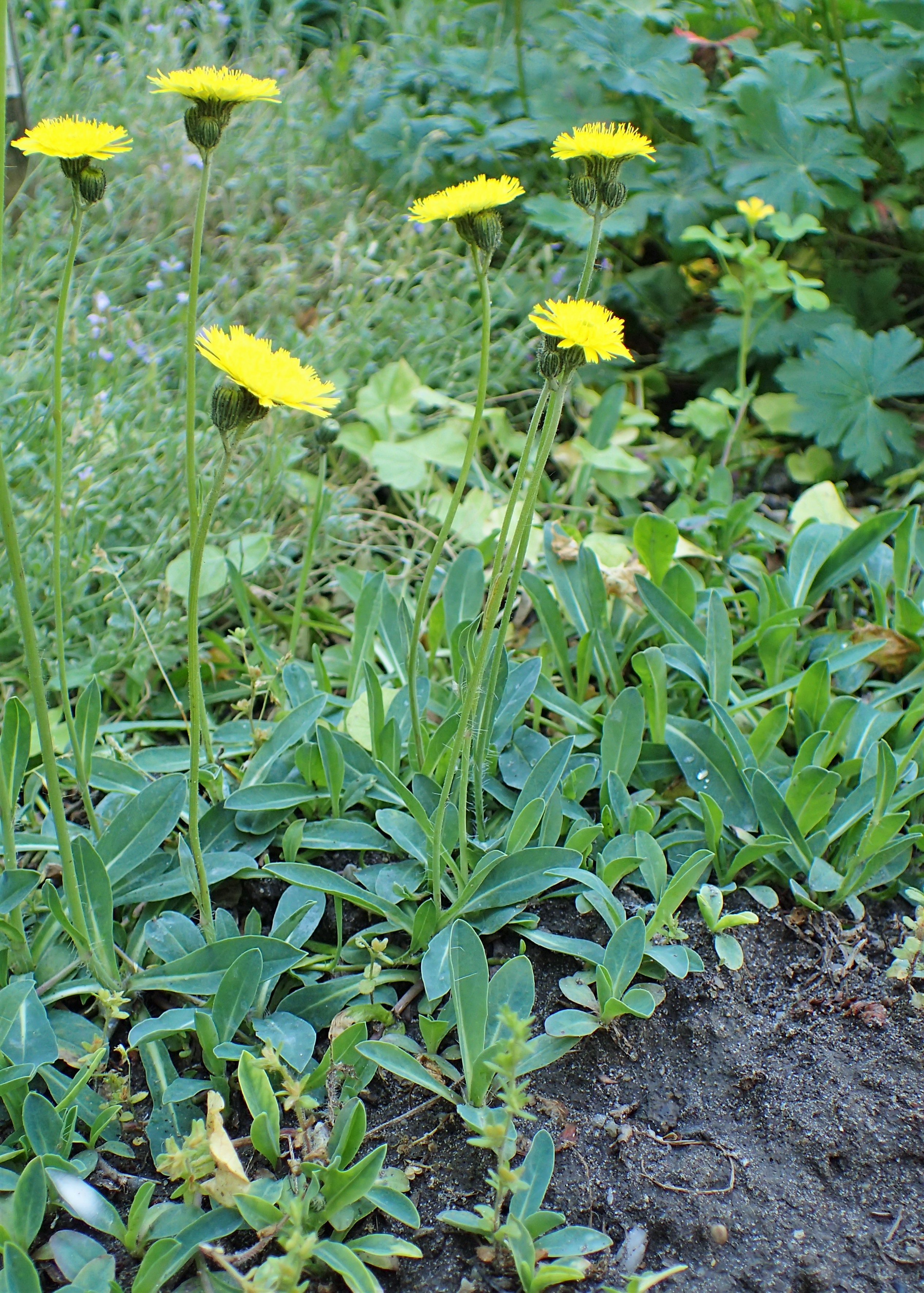
Hieracium glaucum

## H
- Hieracium hayekii Murr, 1900
- Hieracium hispidulum Arv.-Touv., 1888
- Hieracium huetianum  Arv.-Touv., 1907
- Hieracium humile Jacq.
- Hieracium hypochoeroides  S.Gibson, 1843

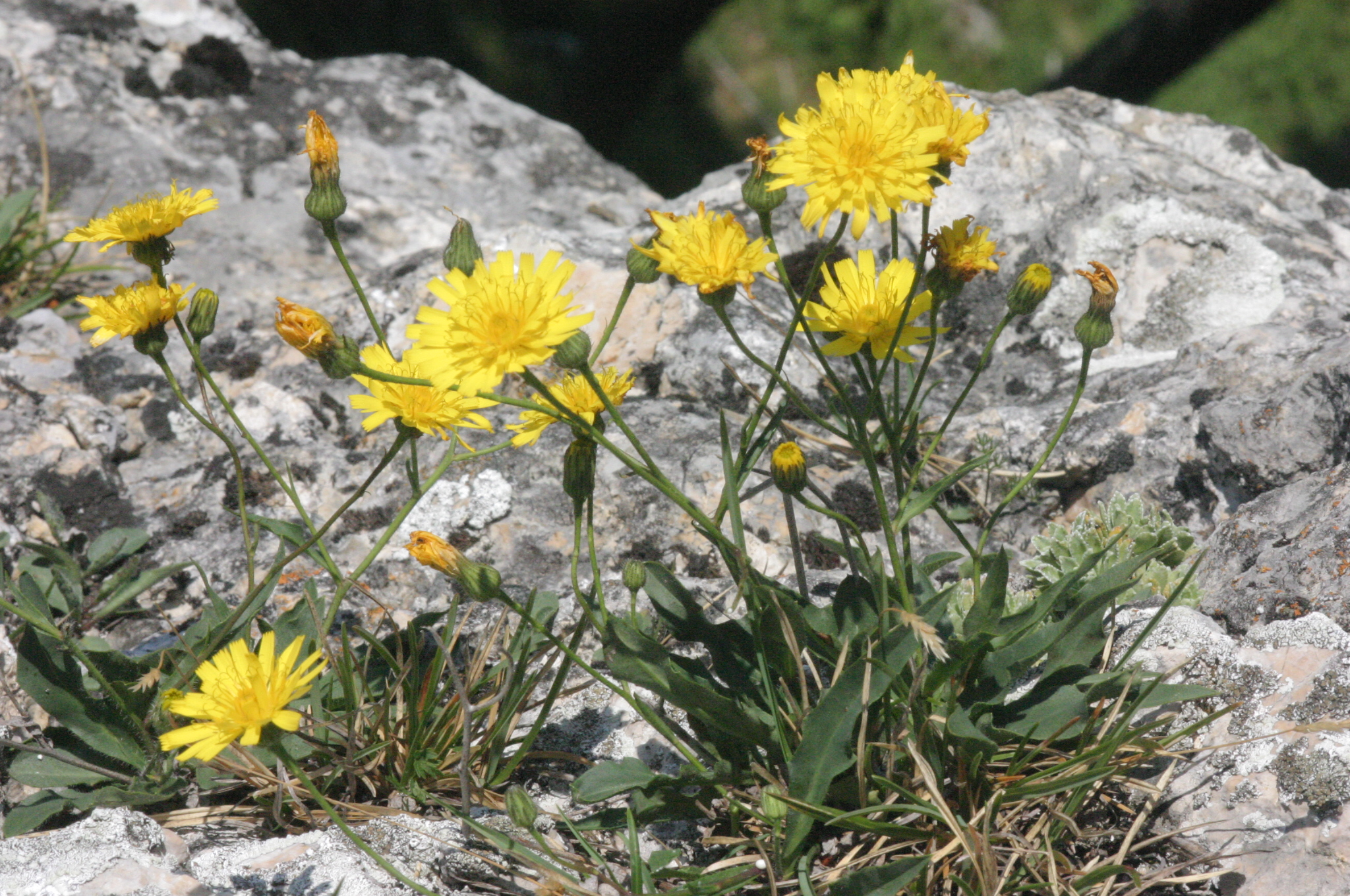
Hieracium humile
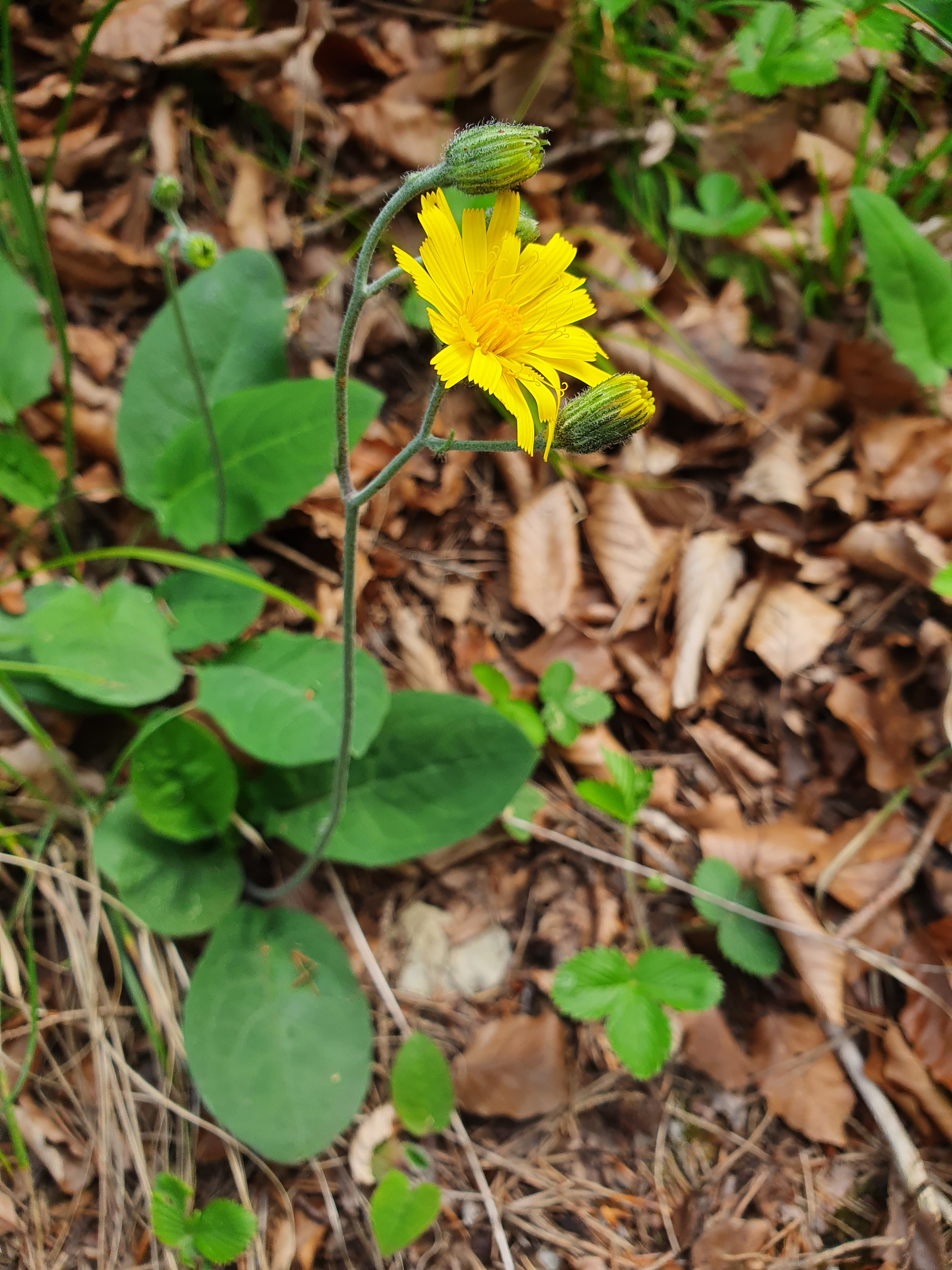
Hieracium hypochoeroides

## I
- Hieracium illyricopsis  Gottschl., 2017
- Hieracium insubricum  Gottschl., 2006
- Hieracium inuloides  Tausch, 1873
- Hieracium isatifolium Arv.-Touv., 1873

## J
- Hieracium jordanii Arv.-Touv., 1888
- Hieracium juengeri  Gottschl., 2016
- Hieracium juranum Rapin, 1842
- Hieracium jurassicum Griseb., 1853

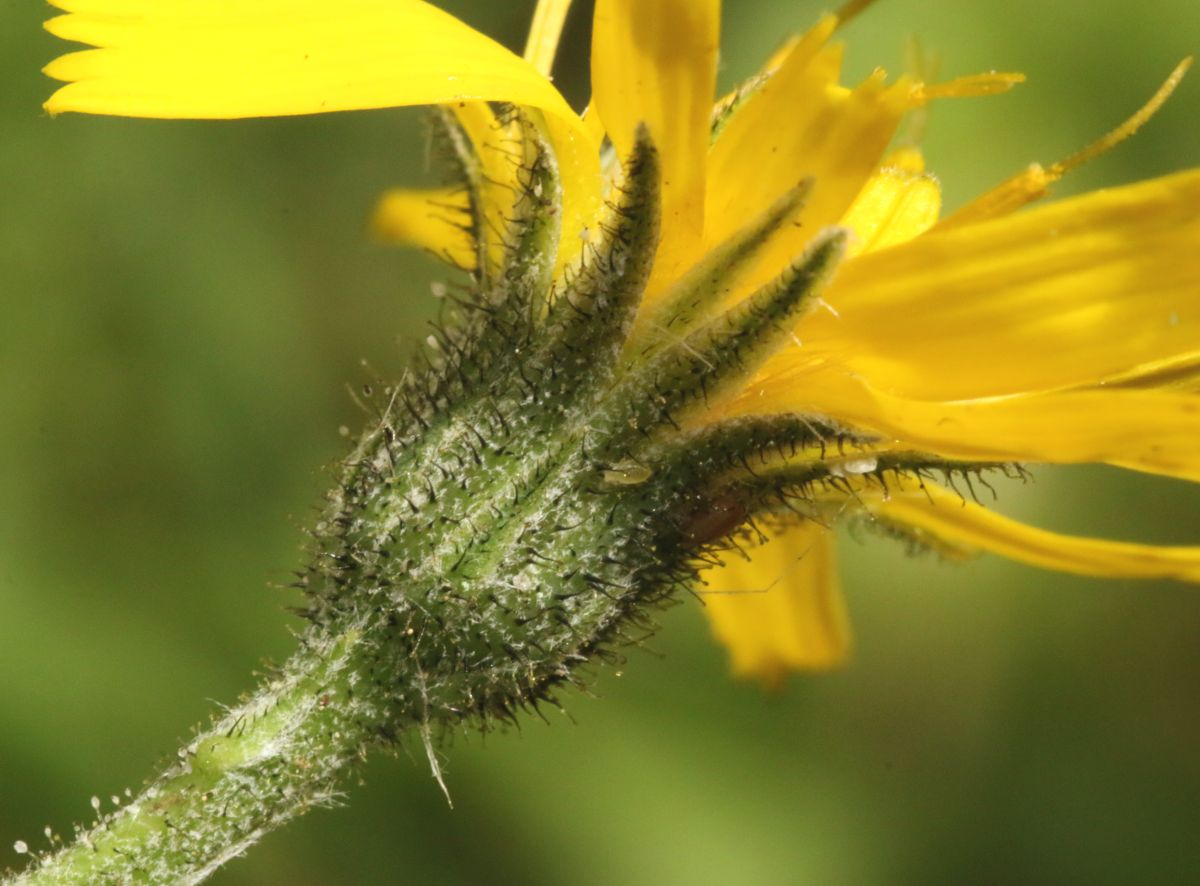
Hieracium jurassicum

## K
- Hieracium kalsianum Huter ex Nageli & Peter, 1886
- Hieracium kofelicum Gottschl., 2000

## L
- Hieracium lachenalii  Suter, 1802
- Hieracium laevigatum Willd., 1803
- Hieracium lanseanum Arv.-Touv., 1872
- Hieracium latilepidotum Gottschl.
- Hieracium lawsonii Vill., 1779
- Hieracium leiocephalum Bartl. ex Griseb., 1853
- Hieracium leiopogon Gren. ex Verl., 1872
- Hieracium leucophaeum  Gren. & Godr., 1850
- Hieracium levicaule Jord., 1848
- Hieracium liptoviense Borbás, 1894
- Hieracium longifolium  Hornem., 1819
- Hieracium lucidum Guss., 1825
- Hieracium lychnioides Arv.-Touv., 1880
- Hieracium lycopifolium  Froel., 1838

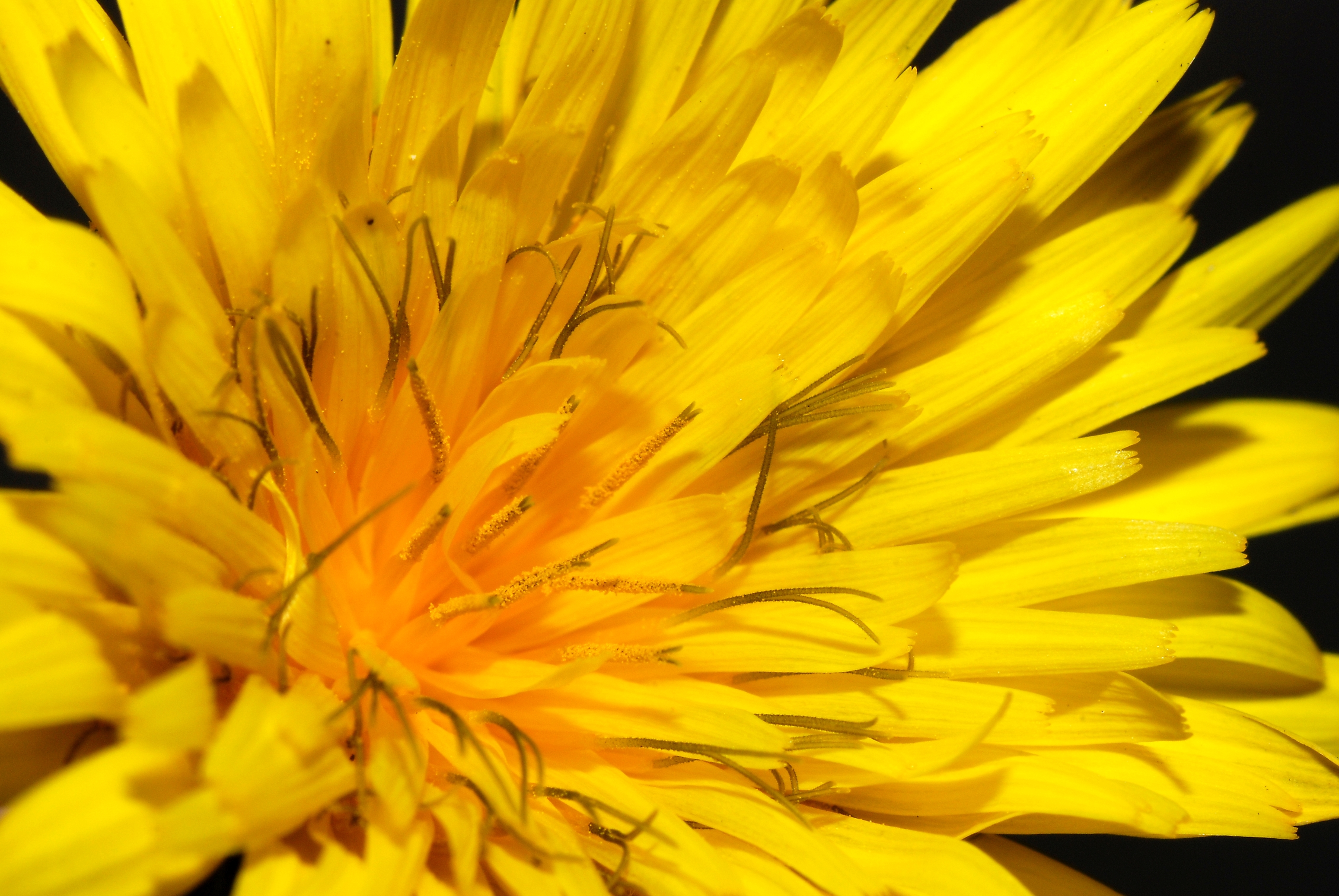
Hieracium lachenalii
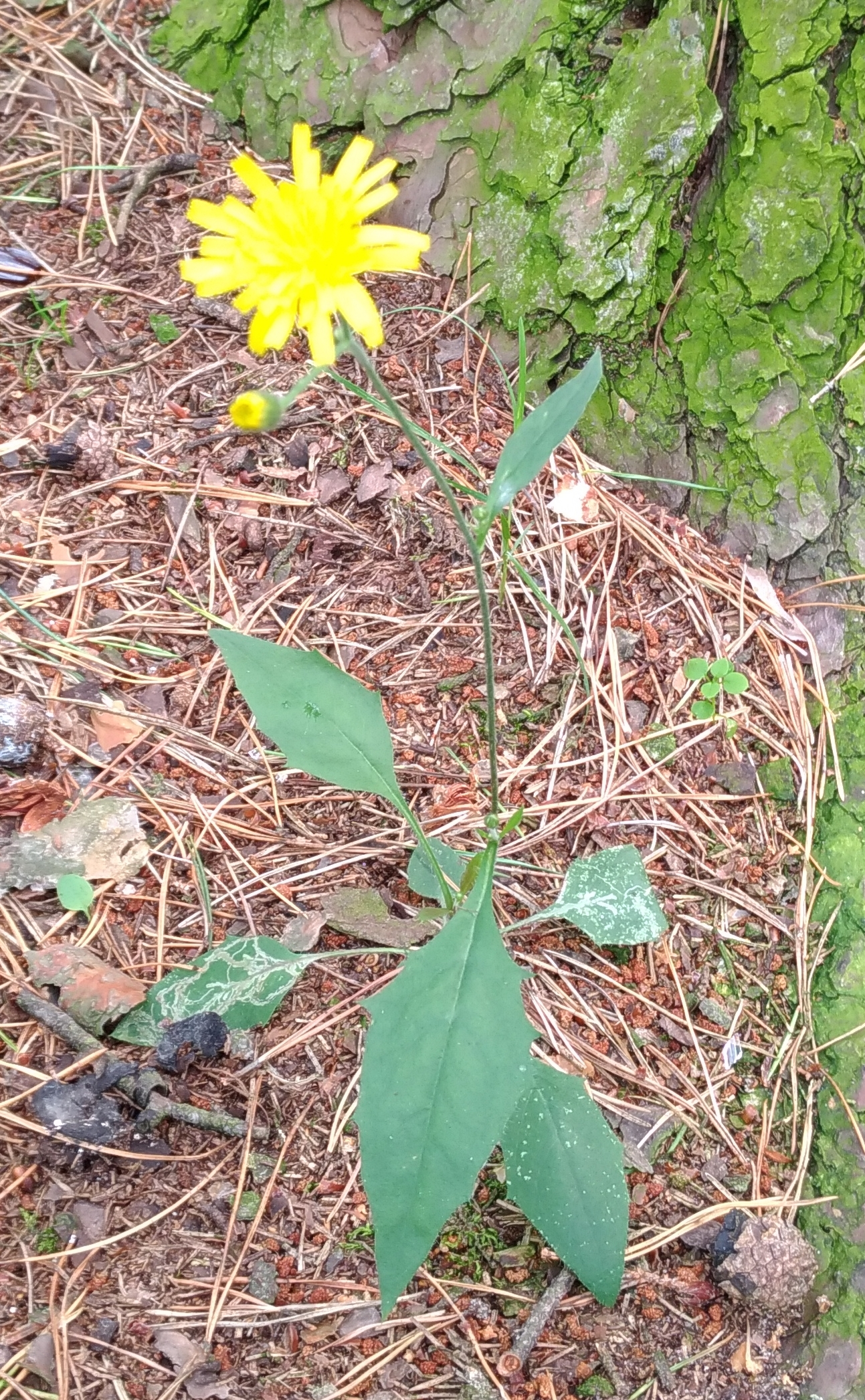
Hieracium laevigatum
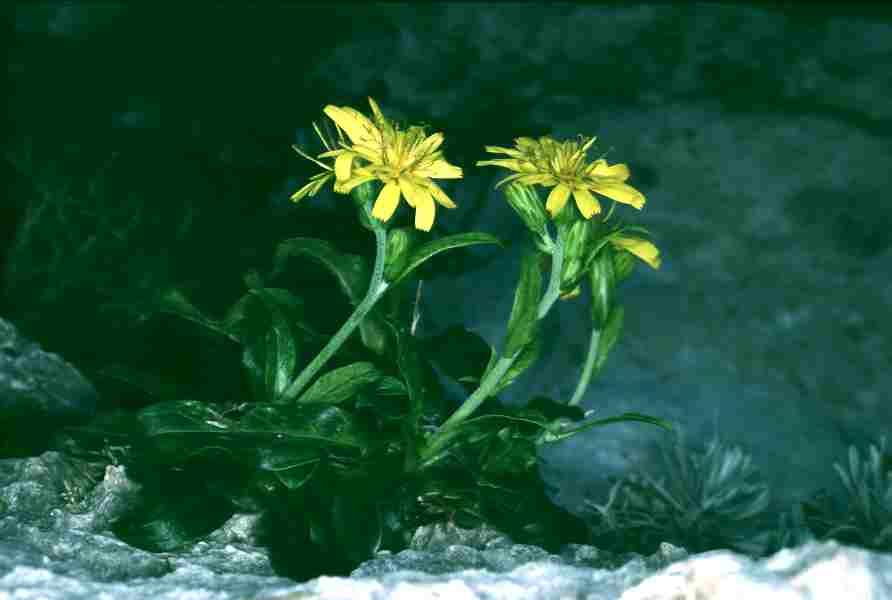
Hieracium lucidum

## M
- Hieracium macrogrovesianum Gottschl., 2011
- Hieracium maculatum  Schrank, 1789
- Hieracium marchesonii Gottschl., 2011
- Hieracium marsorum  Gottschl.
- Hieracium mattiroloanum Arv.-Touv. & Belli, 1904
- Hieracium medense Gottschl. & Dunkel, 2017
- Hieracium melanops Arv.-Touv., 1886
- Hieracium misaucinum  Nägeli & Peter, 1886
- Hieracium monnieri Arv.-Touv., 1902
- Hieracium monregalense Burnat & Gremli, 1883
- Hieracium montis-florum Gottschl., 2009
- Hieracium montis-porrarae Gottschl., 2009
- Hieracium murorum  L., 1753

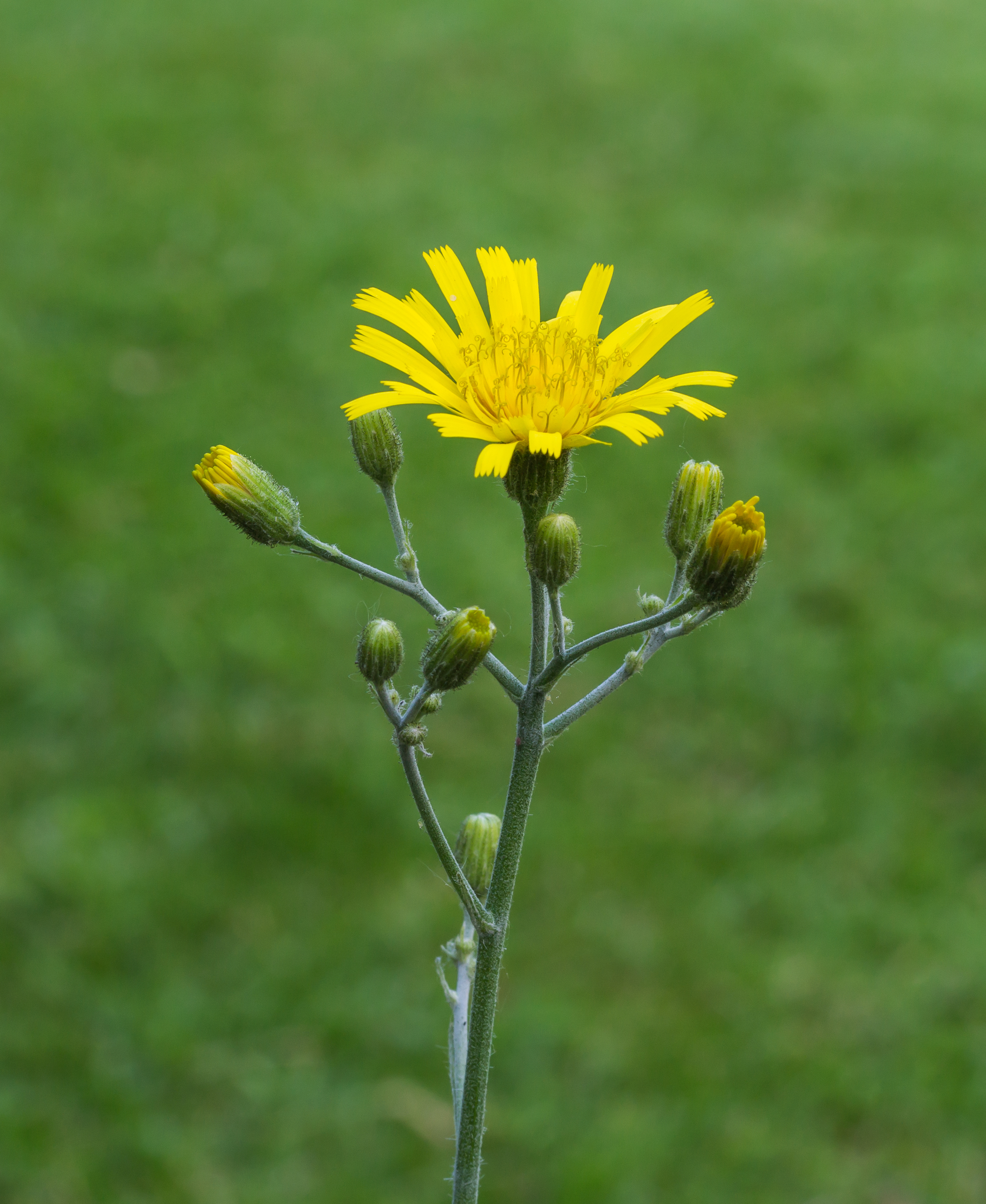
Hieracium maculatum
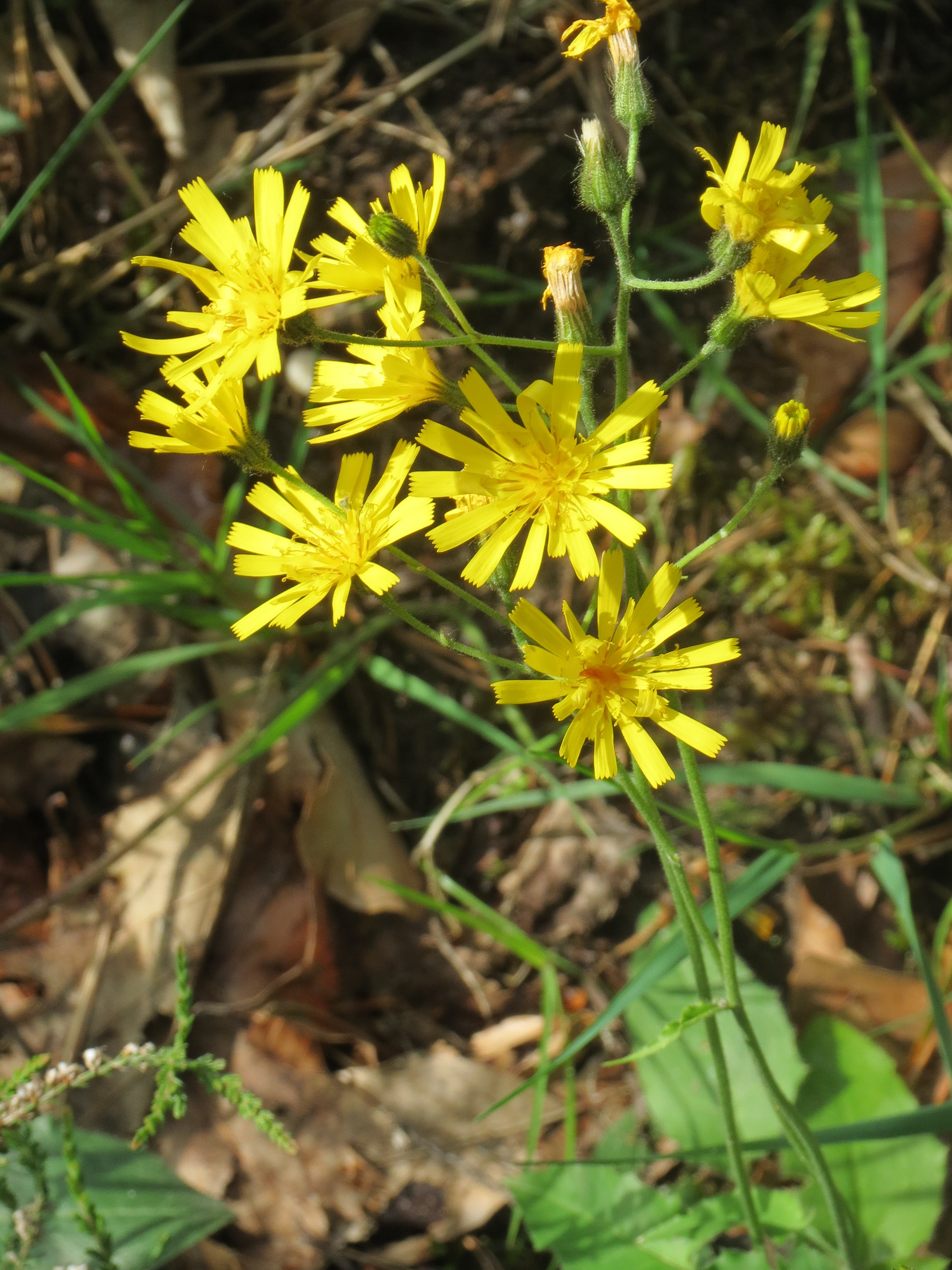
Hieracium murorum

## N
- Hieracium naegelianum  Pancic, 1875
- Hieracium nematopodum (Zahn) P.D.Sell & C.West, 1976
- Hieracium neomalyi Zahn, 1936
- Hieracium neoplatyphyllum  Gottschl., 2007
- Hieracium neronense Gottschl., 2011
- Hieracium neyranum   Arv.-Touv., 1883
- Hieracium nigrescens  Willd., 1803
- Hieracium niveobarbatum Arv.-Touv. ex Gottschl., 2001
- Hieracium nubitangens Gottschl., 2009

## O
- Hieracium obscuratum  Murr, 1899
- Hieracium oligodon Nägeli & Peter, 1886
- Hieracium onosmoides Fr., 1848
- Hieracium orodoxum  Gottschl., 2009
- Hieracium orsierae  Gottschl., 2011
- Hieracium oxyodon  Fr., 1872

## P
- Hieracium pallescens Waldst. & Kit., 1812
- Hieracium pallidum Biv., 1838
- Hieracium pamphilei Arv.-Touv., 1880
- Hieracium pedemontanum Burnat & Gremli, 1883
- Hieracium pellitum Fr., 1862
- Hieracium permaculatum Gottschl., 2009
- Hieracium pontiarnense Gottschl., 2015
- Hieracium picenorum Gottschl., 2009
- Hieracium picroides Vill., 1812
- Hieracium pictum Pers., 1807
- Hieracium pietrae Zahn, 1925
- Hieracium pietroszense Degen & Zahn, 1906
- Hieracium piliferum Hoppe, 1799
- Hieracium pilosum  Froel., 1838
- Hieracium pioracense Gottschl., 2011
- Hieracium pizenze  Zahn, 1916
- Hieracium plantagineum  Arv.-Touv., 1886
- Hieracium pollinense Zahn, 1901
- Hieracium porrectum Fr., 1848
- Hieracium porrifolium   L., 1753
- Hieracium portanum Belli, 1904
- Hieracium pospichalii  Zahn, 1906
- Hieracium pratorum-tivi Gottschl., 2009
- Hieracium prediliense  (Nägeli & Peter) Zahn, 1901
- Hieracium prenanthoides Vill., 1779
- Hieracium profetanum Belli, 1904
- Hieracium pseudalpinum (Nägeli & Peter) Prain, 1913
- Hieracium pseudaustrale Gottschl., 2011
- Hieracium pseudocerinthe (Gaudin) W.D.J.Koch, 1843
- Hieracium pseudocorymbosum Gremli, 1883
- Hieracium pseudogrovesianum Gottschl., 2009
- Hieracium pseudopallidum Gottschl., 2009
- Hieracium pseudorionii (Zahn) P.D.Sell & C.West, 1976
- Hieracium pseudostenoplecum Zahn,1901
- Hieracium pteropogon Arv.-Touv., 1888
- Hieracium pulchellum Gren., 1853
- Hieracium pujattii Gottschl., 2000

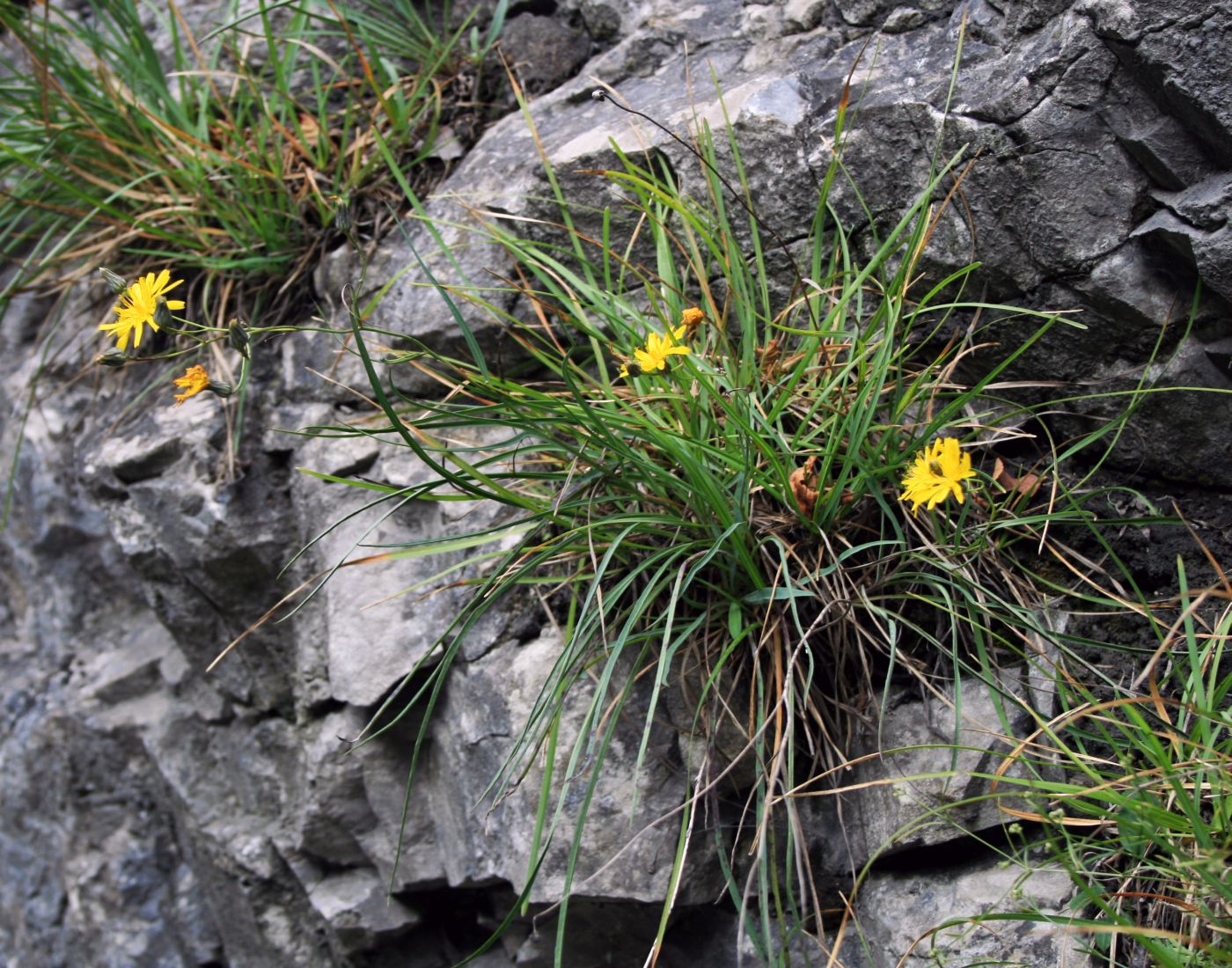
Hieracium porrifolium
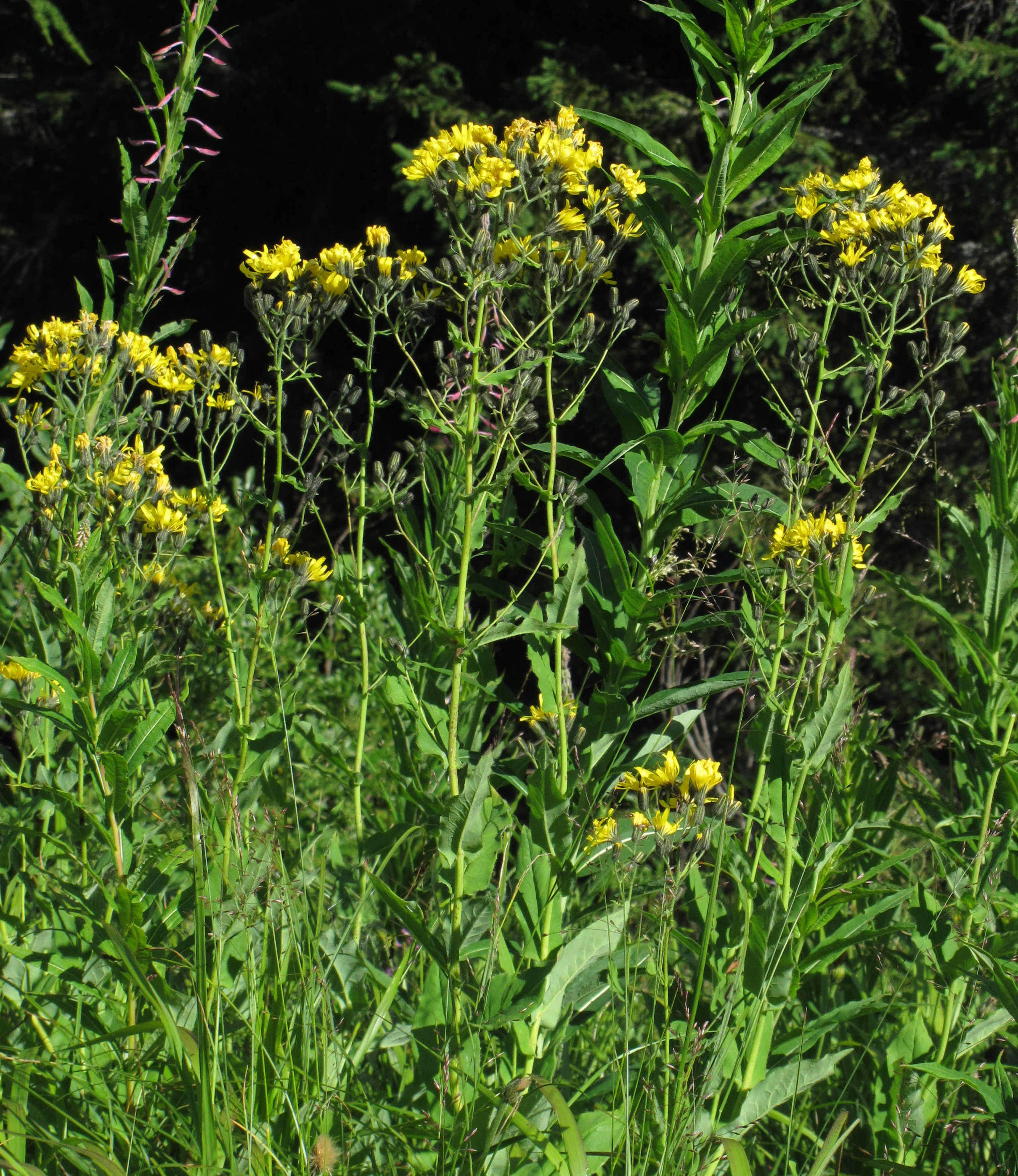
Hieracium prenanthoides

## R
- Hieracium racemosiforme (Zahn) Zahn, 1902
- Hieracium racemosum  Waldst. & Kit. ex Willd., 1803
- Hieracium ragognae  Gottschl., 2017
- Hieracium ramosissimus Schleich. ex Hegetschw., 1831
- Hieracium ramosum Waldst. & Kit. ex Willd., 1803
- Hieracium rapunculoides Arv.-Touv., 1876
- Hieracium rohacsense Kit., 1864
- Hieracium rostanii Nägeli & Peter, 1886
- Hieracium rottii Gottschl., 2007
- Hieracium rupestre  All., 1789
- Hieracium rupicola Jord., 1848
- Hieracium rupicoliforme Zahn, 1901

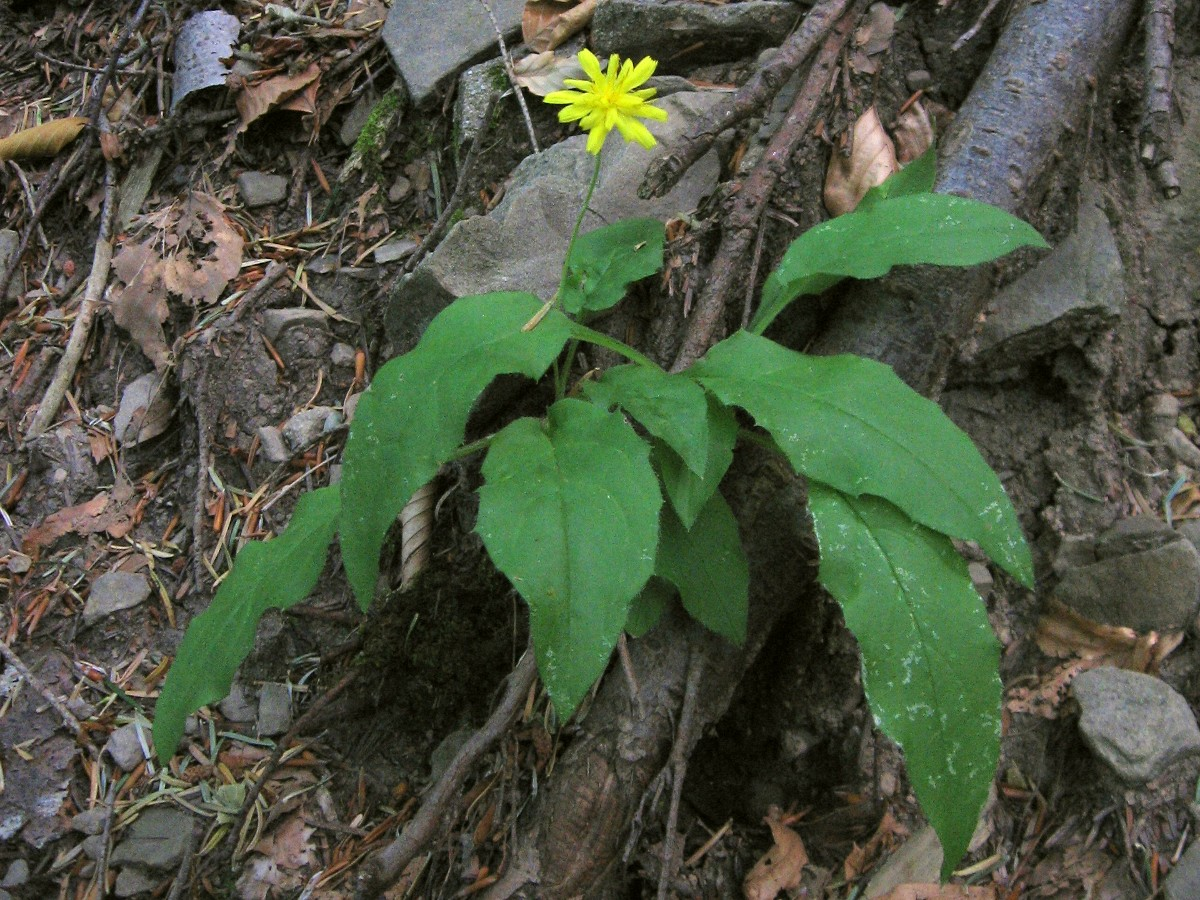
Hieracium racemosum

## S
- Hieracium sabaudum  L.
- Hieracium saxatile Jacq., 1767
- Hieracium saxifragum Fr., 1848
- Hieracium schmidtii Tausch, 1828
- Hieracium scorzonerifolium  Vill., 1779
- Hieracium segureum Arv.-Touv., 1888
- Hieracium segusianum  Gottschl., 2011
- Hieracium semicanescens Gottschl., 2009
- Hieracium semipallescens Gottschl., 2011
- Hieracium serratum  Nägeli & Peter, 1886
- Hieracium silsinum Nägeli & Peter, 1886
- Hieracium simbruinicum  Gottschl., 2009
- Hieracium simia Huter ex Zahn, 1906
- Hieracium sparsiramum  Nägeli & Peter, 1886
- Hieracium sparsivestitum Gottschl., 2016
- Hieracium sparsum Friv., 1836
- Hieracium speciosum Hornem., 1815
- Hieracium spectabile (Fr.) Zahn, 1921
- Hieracium squarrosofurcatum Gottschl., 2016
- Hieracium sterzingense Zahn, 1893
- Hieracium strafforelloanum  Zahn in Engler, 1921
- Hieracium subcaesiiforme Zahn, 1905
- Hieracium subpamphili  Zahn, 1916
- Hieracium subtilissimum Zahn, 1901
- Hieracium symphytaceum Arv.-Touv., 1880
- Hieracium symphytifolium Froel., 1838

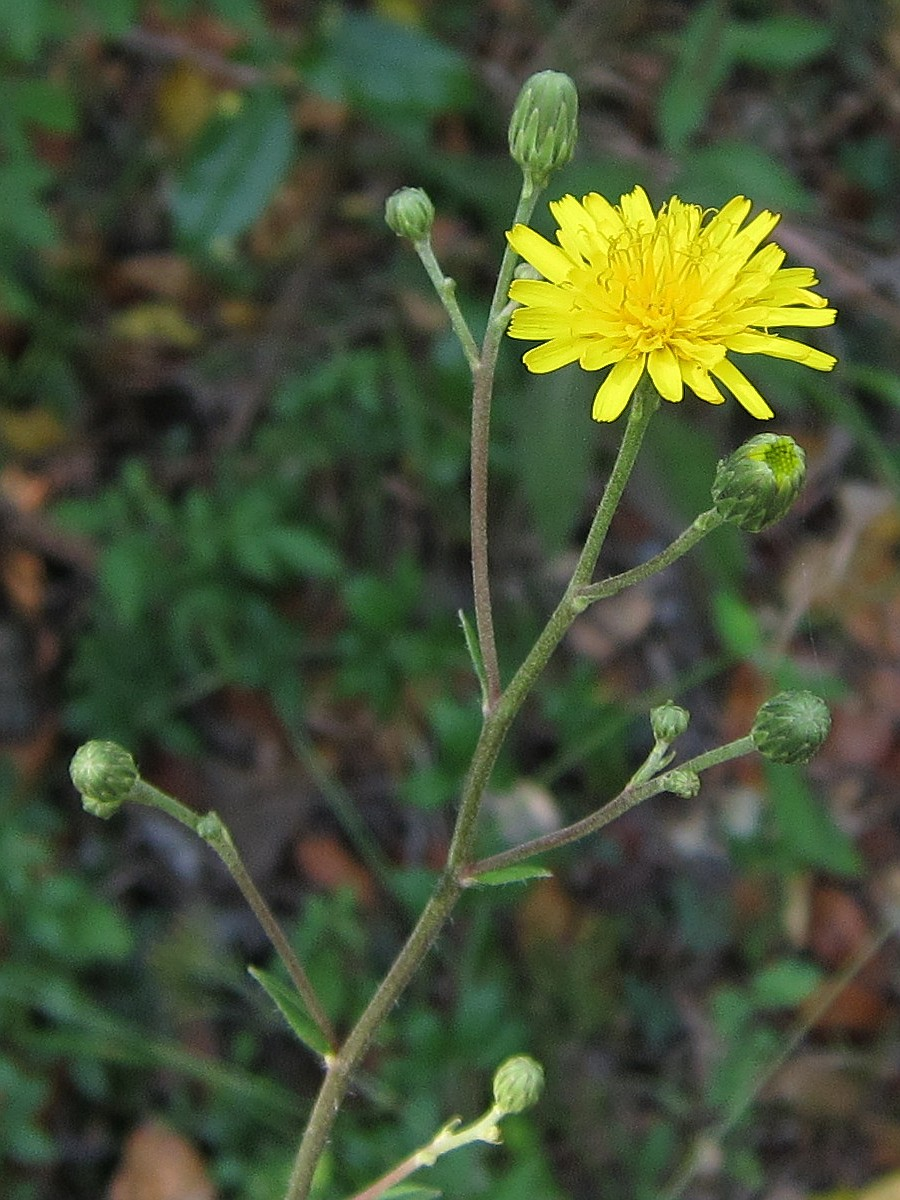
Hieracium sabaudum
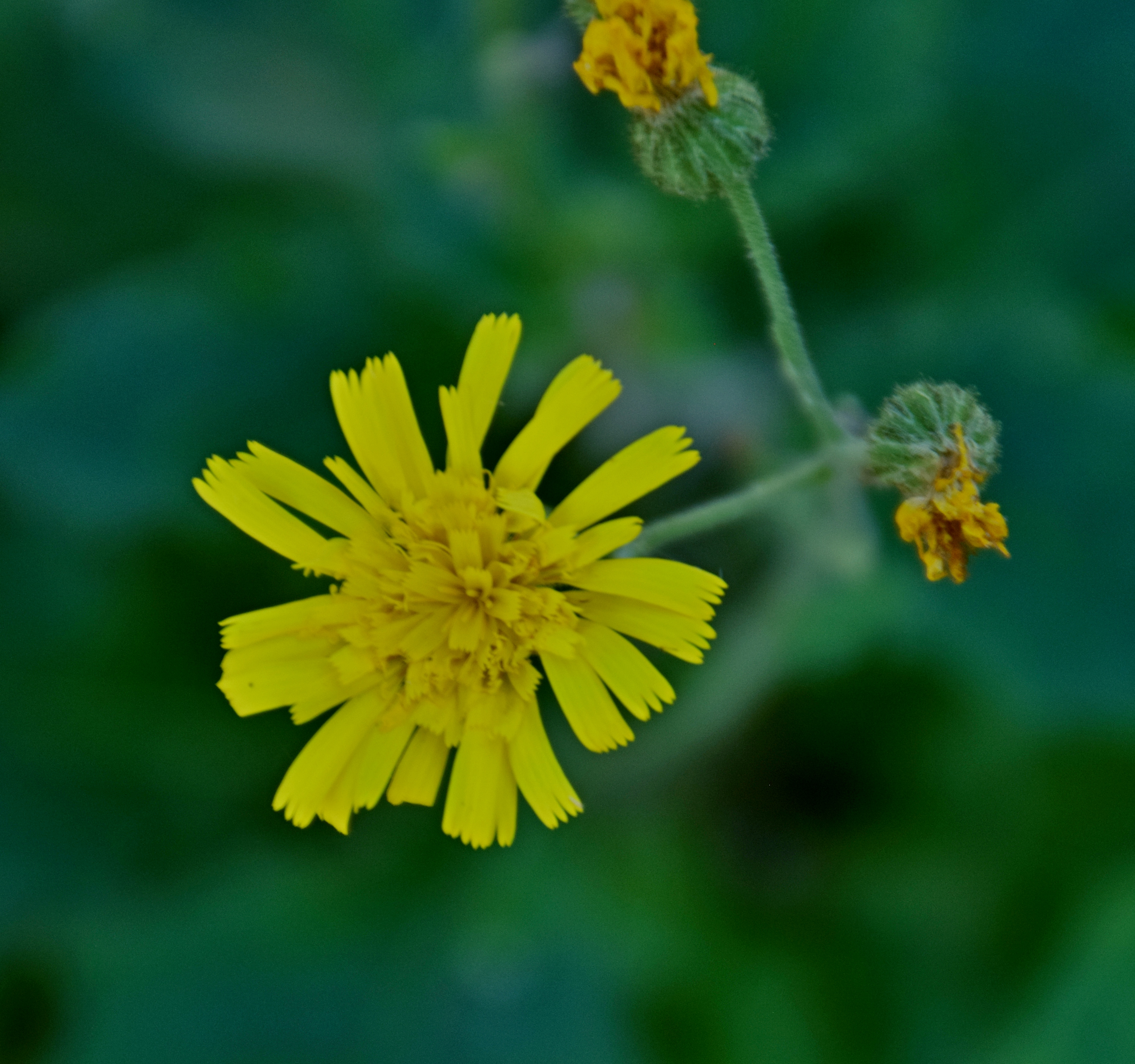
Hieracium saxatile
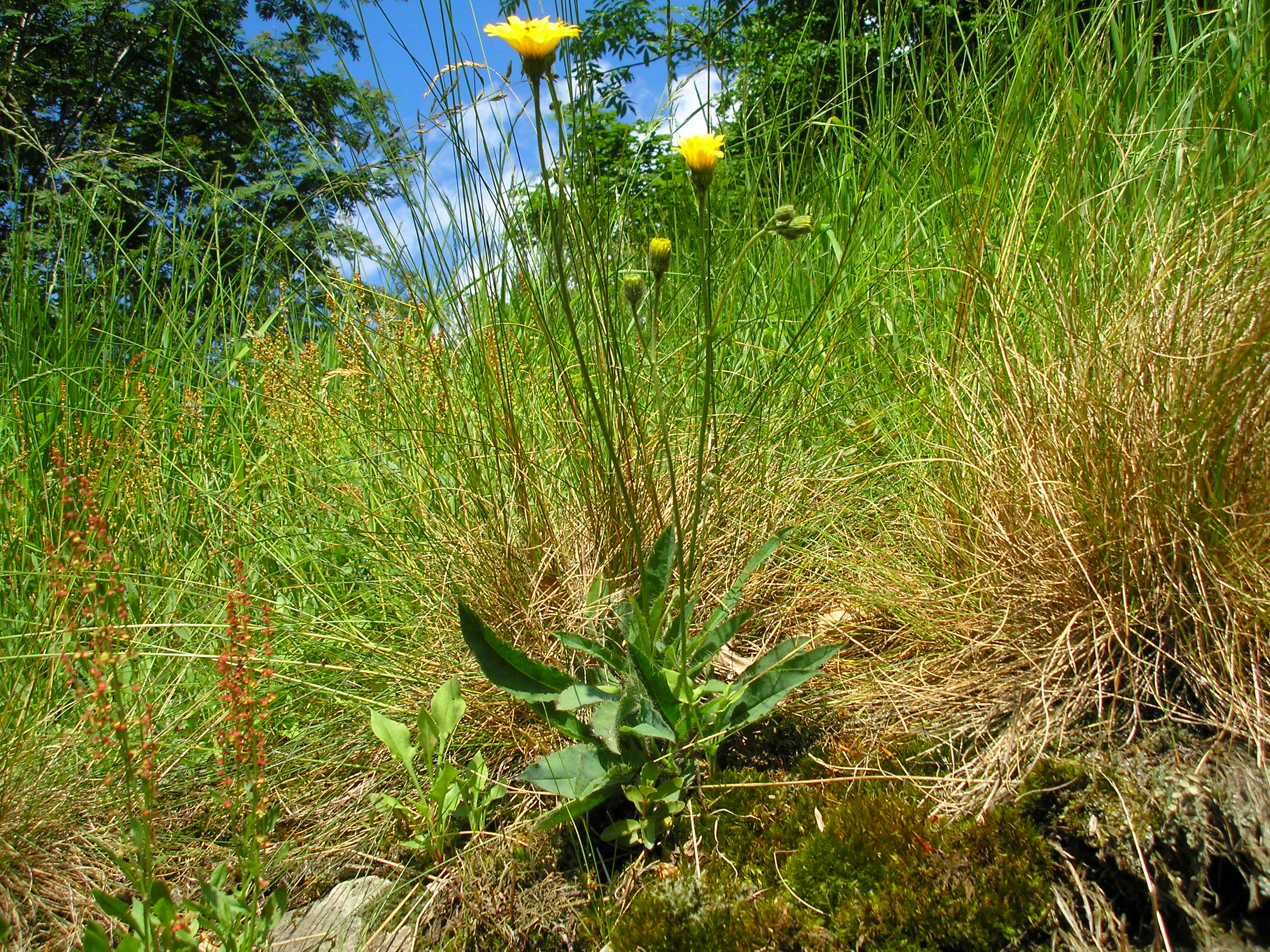
Hieracium schmidtii

## T
- Hieracium taurinense  Jord., 1849
- Hieracium tenuiflorum  Arv.-Touv., 1896
- Hieracium tephrodermum Zahn, 1901
- Hieracium tephropogon Zahn, 1901
- Hieracium tephrosoma (Nägeli & Peter) Zahn, 1901
- Hieracium terraccianoi Di Grist., Gottschl. et Raimondo, 2014
- Hieracium thesauranum Gottschl., 2009
- Hieracium thesioides  Gottschl., 2006
- Hieracium tolstoii Fen. & Zahn, 1927
- Hieracium tomentosum  L., 1755
- Hieracium tonalense Gottschl., 2000
- Hieracium torrigliense Gottschl., 2009
- Hieracium toscoemilianum Gottschl., 2016
- Hieracium toutonianum Zahn, 1901
- Hieracium truttae Gottschl., 2017

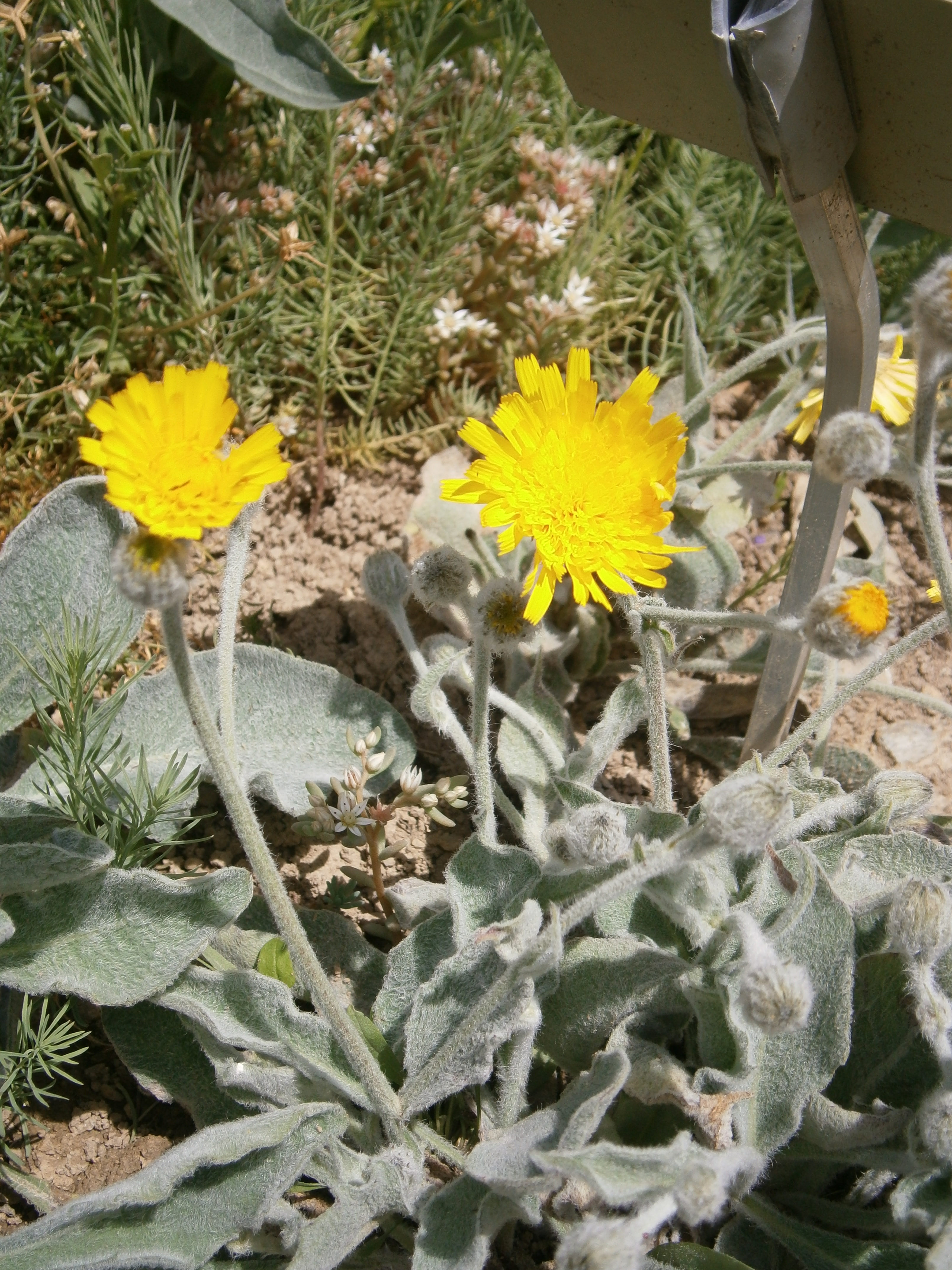
Hieracium tomentosum

## U
- Hieracium umbellatum L., 1753
- Hieracium umbrosoides Gottschl., 2009
- Hieracium umbrosum Jord., 1848
- Hieracium urticaceum Arv.-Touv. & Ravaud, 1876

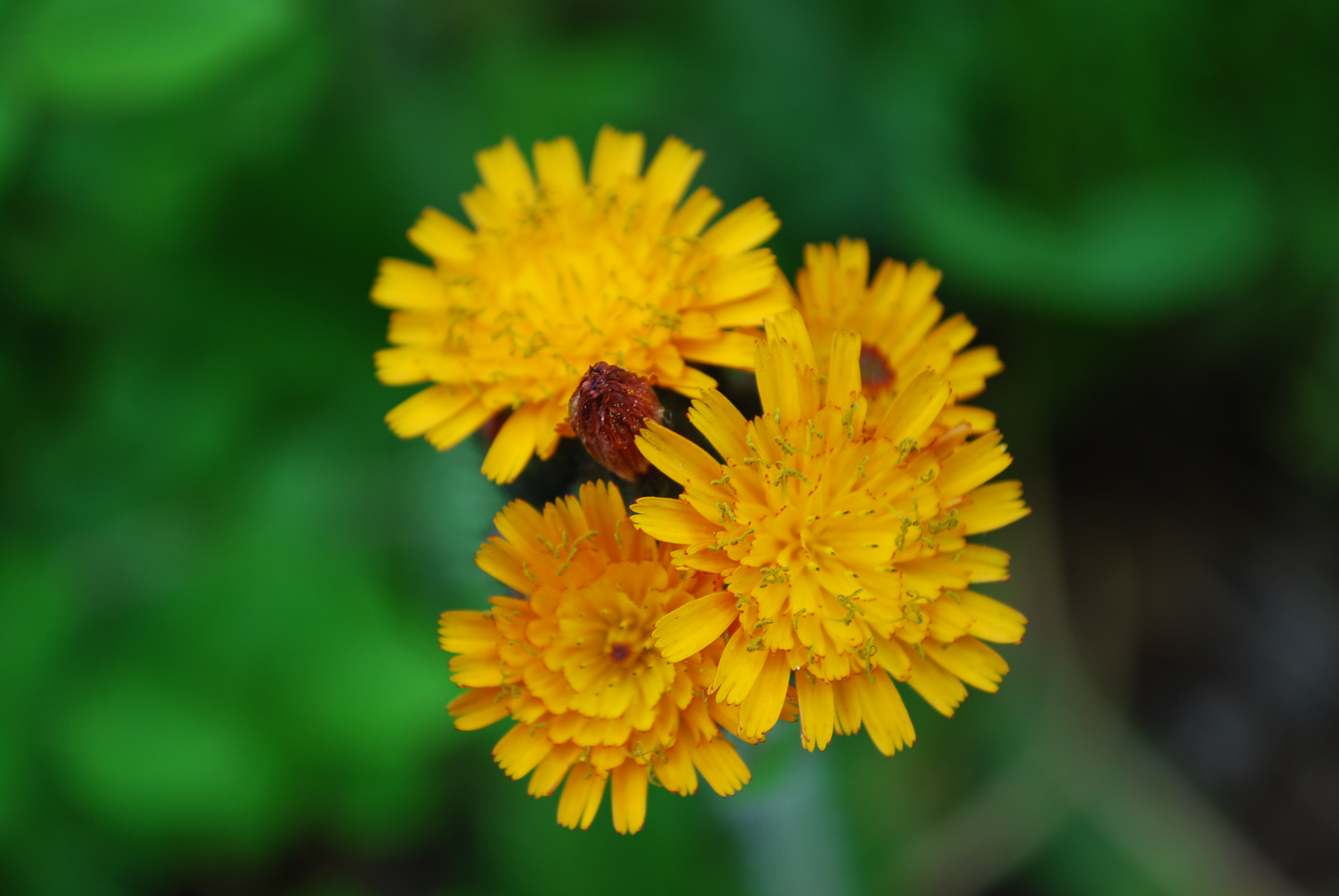
Hieracium umbellatum
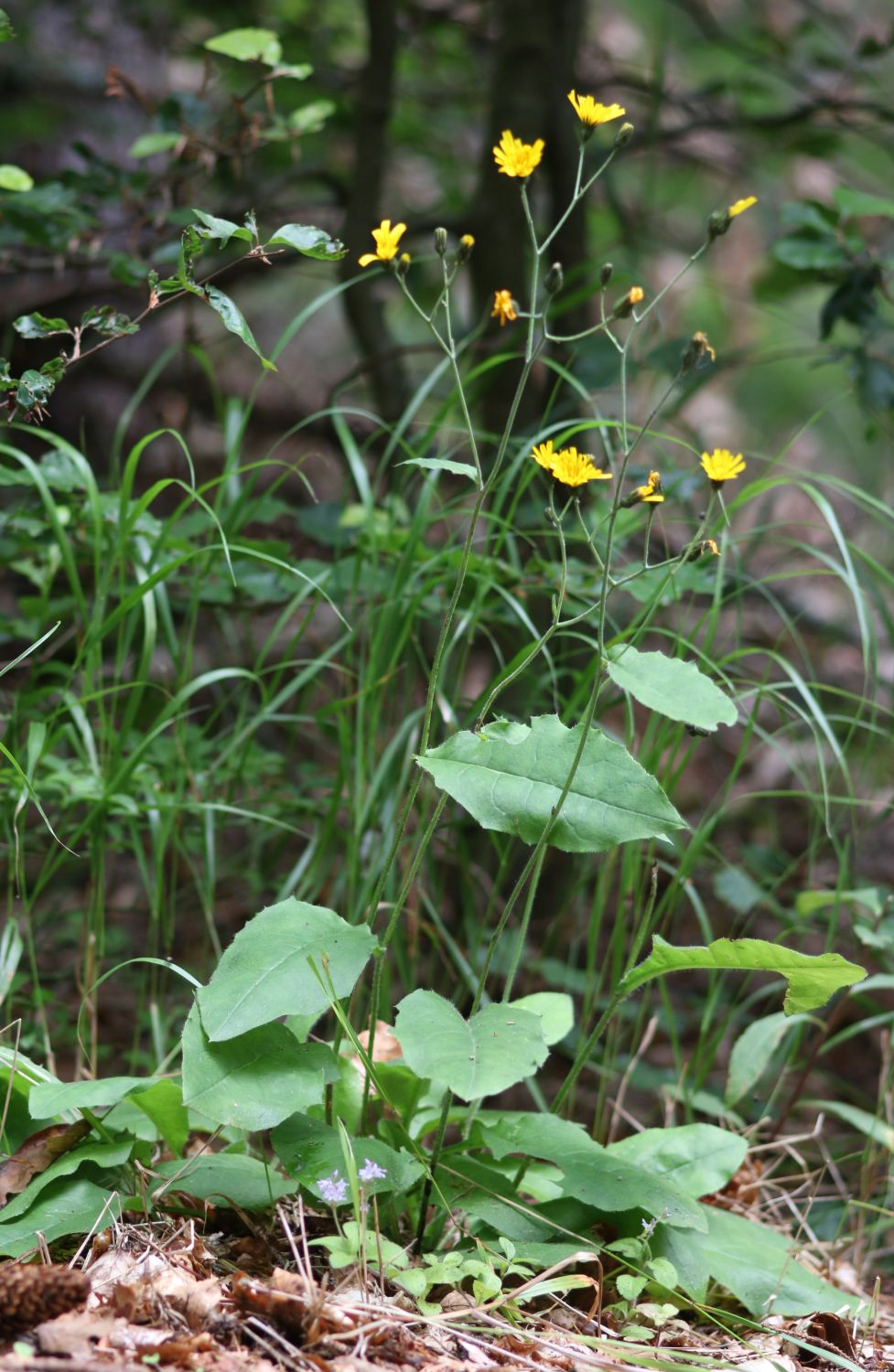
Hieracium umbrosum

## V
- Hieracium valdepilosum  Vill., 1779
- Hieracium valoddae Zahn, 1906
- Hieracium vasconicum Jord. ex Martrin-Donos, 1864
- Hieracium venostorum  (Zahn) Gottschl., 2000
- Hieracium venticaesum  Gottschl., 2009
- Hieracium verbascifolium  Vill., 1812
- Hieracium vetteri Ronninger, 1920
- Hieracium villosum  Jacq., 1762
- Hieracium viride Arv.-Touv., 1886
- Hieracium viscosum Arv.-Touv., 1876
- Hieracium volaiense Gottschl., 2001
- Hieracium vollmannii Zahn, 1853

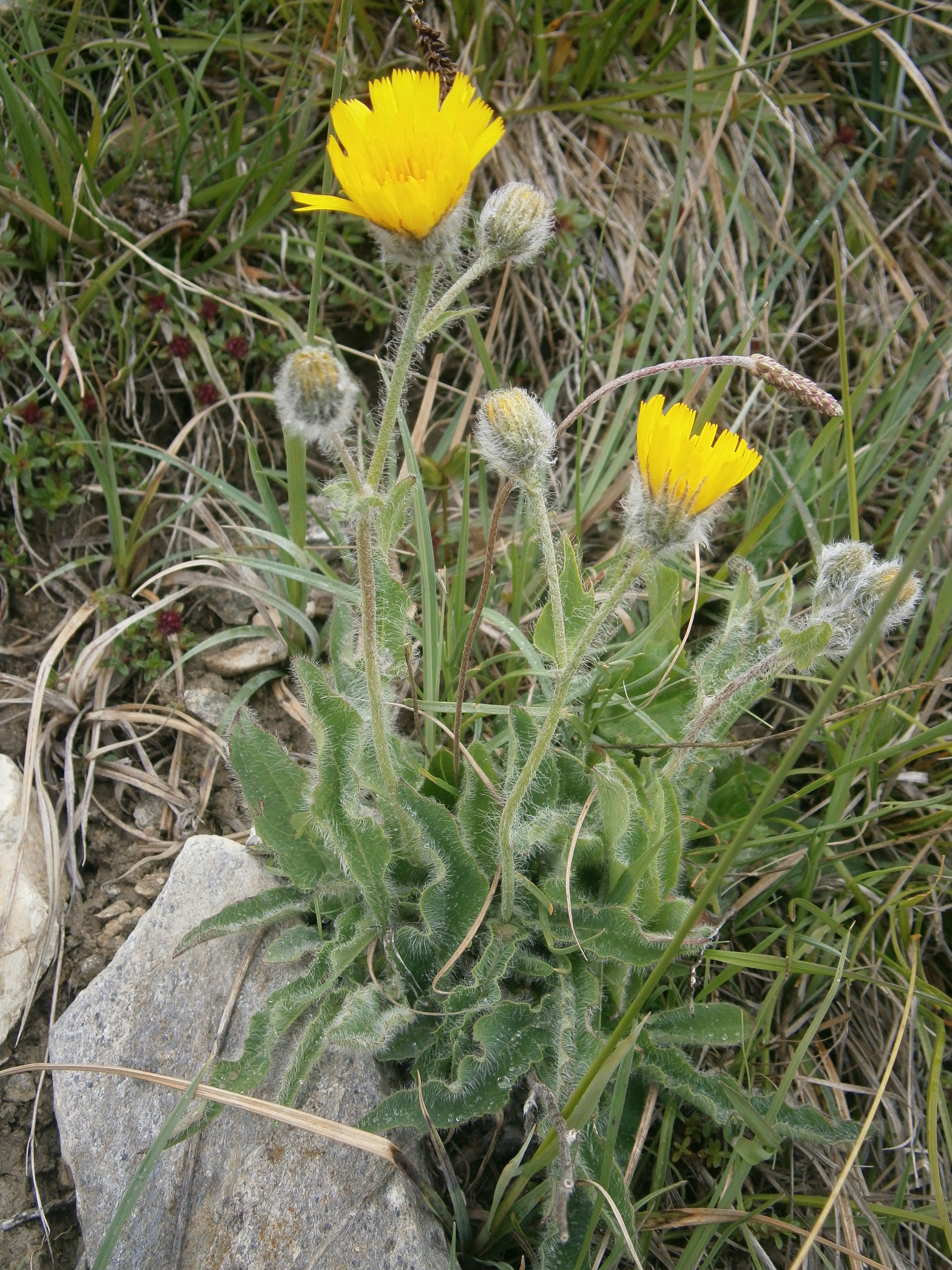
Hieracium villosum

## W
- Hieracium wilczekianum  Arv.-Touv., 1897